# Somb
Ne pas confondre avec le SOMB, l'équipe de basket-ball de Boulogne-sur-Mer.
Somb (ou Som ou Sombe) est un village du Sénégal, situé à l'Ouest du pays, dans la région historique du Sine. Il abrite le mausolée du marabout tidjane Maba Diakhou Bâ qui y mourut lors de la « bataille de Somb ».

## Histoire
La bataille de Fandane-Thiouthioune, communément appelée « Bataille de Somb » eut lieu le 18 juillet 1867. Alors que Maba Diakhou Bâ s'apprête à envahir le Sine, son avancée est arrêtée par le roi du Sine (Maad a Sinig ou Bour Sine) Maad a Sinig Coumba Ndoffène Famak Diouf,. Les guerriers du marabout, d'abord menés par Lat Dior, sont quittés par lui, semble-t-il, au cœur même de la bataille. Ils subissent une sanglante déroute et plus de 500 d'entre eux sont tués. Maba Diakhou Bâ est également tué.

## Administration
Somb est une localité du département de Gossas, dans la région de Fatick. Elle fait partie de la communauté rurale de Patar Lia, rattachée à l'arrondissement de Ouadiour.

## Géographie
À vol d'oiseau, les localités les plus proches sont Ndjilassene, Ndiayene, Fandane, Tioutioune, Ndok Dioumaleourou, Dok ,Diaoulé,mbenghane et Kora.

### Physique géologique
Le village n'a aucun cours d'eau ,aucun flueuve ou rivière le climat y est chaud et sec avec un relief de pleine.

### Population
En 2003, selon les estimations officielles, le village comptait 1 627 personnes
et 184 ménages.

### Activités économiques
L'activité économique est basée essentiellement sur :
- l'agriculteur dominée par la culture du mil,de l'arachide,du niebé ;etc.
- L'élevage

## Personnalités nées à Somb
- Yandé Codou Sène (1932-2010), griotte de Léopold Sédar Senghor, inhumée dans son village natal[7] où un mausolée dédié à la cantatrice est en construction[8]